# Marco Krainz
Marco Krainz (sinh ngày 17 tháng 5 năm 1997) là một cầu thủ bóng đá người Áo hiện tại thi đấu ở vị trí tiền vệ cho SC Austria Lustenau.
Krainz từng đại diện Áo ở nhiều cấp độ trẻ khác nhau, và là đội trưởng của U-19 Áo.